# 馬魯古岩瓷蟹
馬魯古岩瓷蟹（学名：Petrolisthes moluccensis）为瓷蟹科岩瓷蟹屬下的一个种。